# Bundesstraße 422
Pour les articles homonymes, voir Route 422.
La Bundesstraße 422 est une Bundesstraße en deux parties du Land de Rhénanie-Palatinat.
La section occidentale relie la B 51 à Welschbillig en passant par Kordel à la B 53 à Trèves, la section orientale relie la B 269 près d'Allenbach avec la B 41 à Idar-Oberstein.

## Source
- (de) Cet article est partiellement ou en totalité issu de l’article de Wikipédia en allemand intitulé « Bundesstraße 422 » (voir la liste des auteurs).